# Passalus quitensis
Passalus quitensis (лат.) — вид сахарных жуков рода Passalus из семейства пассалиды (Passalidae). Неотропика (Эквадор). Имеют длину около 3 см, чёрные, блестящие. Брахиптерные. Тело выпуклое. Передний край лица прямой, со срединной продольной бороздкой без вторичных медиально-фронтальных бугорков; медиально-фронтальный + латерофронтальный бугорки крупные, внутренние бугорки крупные, меньше медиально-фронтального + латерофронтального бугорков; препистернум со скудным опушением; мезостернальные бороздки крупные, узкие, с непрозрачной поверхностью; метастернальный диск коротко разграничен пунктировкой латеропостернально; плечи и надкрылья голые.